# Allen Funt
Allen Funt (* 16. September 1914; † 5. September 1999) war ein US-amerikanischer Fernseh-Produzent, der bei ABC-Radio mit Candid Microphone 1947 und kurze Zeit später mit Candid Camera 1948 die Versteckte Kamera erfand. Ab 1998 setzte sein Sohn Peter die Show fort.

## Filmografie (Auswahl)
- 1970: Was sagt man zu einer nackten Dame? (What Do You Say to a Naked Lady?)
- 1972: Money Talks